# We Are Your Friends
We are your friends je americké, hudební a romantické drama z roku 2015. Světová premiéra filmu proběhla 28. srpna 2015, v Česku o několik dní později, 3. září 2015. Režisérem filmu byl Max Joseph. Název filmu We are your friends vychází z názvu skladby hudebního dua Justice, která zazněla i v traileru. Do hlavních rolí byli obsazeni Zac Efron, Emily Ratajkowski, Wes Bentley a Shiloh Fernand. Natáčení filmu bylo zahájeno 18. srpna 2015 v San Fernando Valley. Film se točil také ve Velké Británii, Francii a Německu.

## Děj
Děj odehrávající se v současnosti, kde skupinka chlapců touží po dobré práci. Jeden z nich jménem Cole má sen stát se diskžokejem. Často po nocích hraje v klubech, ale to mu nestačí. Jeden den dostane nabídku zahrát ve větším klubu. Tam se seznámí s velmi slavným postarším diskžokejem Jamesem. James si ihned všimne Colova talentu a poprosí Cola, jestli by nezahrál na zahradní párty u Jamese doma. Tam se seznámí s mladou dívkou jménem Sophie, s kterou si rozumí a ihned se mu zalíbí. Problém však nastane tehdy, když Cole zjistí, že Sophie je přítelkyně Jamese. Ví, že ji nemůže milovat, protože by jeho přátelství s Jamesem skončilo a nesplnil by si sen stát se diskžokejem. Po čase si však všimne, že James má problémy s alkoholem a nezvládá svoji popularitu. Sophie je s ním kvůli jeho pití alkoholu nešťastná a proto tráví čas s Colem ve kterém časem získá nového milence. Sophie, ale brzy zjistí, že udělala chybu a ukončí tento krátký vztah s Colem z čehož je Cole nešťastný, ale vědom toho, že to bylo nejlepší řešení. Po čase James zjistí, že ho Sophie podvedla. Ihned se s ní rozejde a přestane se stýkat s Colem. Colovi mezitím zemře kamarád, protože se předávkoval drogami. Je zdrcený, ale neztrácí naději, najde odvahu omluvit se Jamesovi. James mu po nějaké době odpustí a domluví Colovi zahrát si na jeho koncertě, jako Jamesův předskokan. Všechno dobře dopadne, Sopie se vrátí ke Colovi.

## Obsazení
| Zac Efron         | Cole Carter      |
| Emily Ratajkowski | Sophie           |
| Shiloh Fernandez  | Ollie            |
| Alex Shaffer      | Squirrel         |
| Jonny Weston      | Dustin Mason     |
| Wes Bentley       | James Reed       |
| Joey Rudman       | Joey             |
| Jon Bernthal      | Paige Morrell    |
| Vanessa Lengies   | Mel              |
| Brittany Furlan   | Sara             |
| Jon Abrahams      | klubový promotér |
| Alicia Coppola    | Tanya Romero     |
| Korrina Rico      | Crystal          |
| Nicky Romero      | sám sebe         |
| Dillon Francis    | sám sebe         |
| Alesso            | sám sebe         |
| Them Jeans        | sám sebe         |
| Zach Firtel       | DJ               |
| Andy Ward         | DJ Xochill       |
| Hayden Fein       | DJ DK            |
| Jacob Epstein     | DJ               |

## Přijetí

### Tržby
Film vydělal 3,6 milionů dolarů v Severní Americe a 7,5 milionů dolarů v ostatních oblastech, celkově tak vydělal 11,1 milionů dolarů po celém světě. V Severní Americe byl oficiálně uveden 28. srpna 2015. Za první víkend vydělal 1,8 milionů dolarů.

### Recenze
Film získal převážně negativní recenze od kritiků, vystoupení Efrona bylo však chváleno. Na recenzní stránce Rotten Tomatoes získal ze 116 započtených recenzí 41 procent s průměrným ratingem 5 bodů z deseti. Na serveru Metacritic snímek získal z 32 recenzí 46 bodů ze sta. Na Česko-Slovenské filmové databázi snímek získal 64%.